# Villa Masieri
Villa Masieri si trova in via del Pian dei Giullari 40 a Firenze. 
La villa, di antichissima edificazione, si estende al centro del borgo adiacente a villa il Gioiello, dove visse Galileo Galilei. Dotata di torretta-colombaia, dispone di un giardino sul retro.